# Macaco moro de Sulawesi
El macaco moro de Sulawesi (Macaca maura) és una espècie de primat de la família dels cercopitècids.

## Descripció
- Fa 55-70 cm de llargària.
- Un mascle adult pesa entre 9 i 10 kg, i una femella al voltant de 5.
- Cua relativament curta: 2 cm.
- Té una mena de bosses a les galtes per poder portar l'aliment.[4][5]

## Reproducció
Les femelles assoleixen la maduresa sexual als 6-7 anys, la gestació té una durada de 165 dies i els intervals entre naixements és, de mitjana, de 32 mesos. Produeix híbrids amb Macaca tonkeana en aquelles àrees on comparteixen el mateix hàbitat.

## Alimentació
És una espècie frugívora, però també es nodreix de fulles, bambú, ficus i artròpodes.

## Locomoció
És quadrúpede.

## Comportament social
Les femelles romanen en el seu grup natal però els mascles es dispersen poc abans de l'adolescència. Els grups (compostos entre 24 i 35 individus) s'organitzen jeràrquicament i no demostren ésser molt agressius quan se'n troben dos de diferents.

## Distribució geogràfica
Es troba a Sulawesi (Indonèsia).

## Hàbitat
Viu en les selves tropicals al nord de la seva àrea de distribució, i en els boscos caducifolis, herbassars i matolls en el sud.

## Longevitat
És adult als cinc anys i té una esperança de vida de 33 anys en captivitat.

## Estat de conservació
Les seves principals amenaces són la pertorbarció i la fragmentació del seu hàbitat, l'enverinament per part dels camperols locals per considerar-lo una plaga, l'augment dels assentaments humans, la indústria del ciment i la caça per tenir-los com a mascotes.